# Hydata opella
Hydata opella là một loài bướm đêm trong họ Geometridae.